# Rheumaptera thulearia
Rheumaptera thulearia är en fjärilsart som beskrevs av Herrich-Schäffer 1848. Rheumaptera thulearia ingår i släktet Rheumaptera och familjen mätare. Inga underarter finns listade.